# Onthophagus peramelinus
Onthophagus peramelinus är en skalbaggsart som beskrevs av Lea 1923. Onthophagus peramelinus ingår i släktet Onthophagus och familjen bladhorningar. Inga underarter finns listade i Catalogue of Life.